# آرامستان ملی آرلینگتون

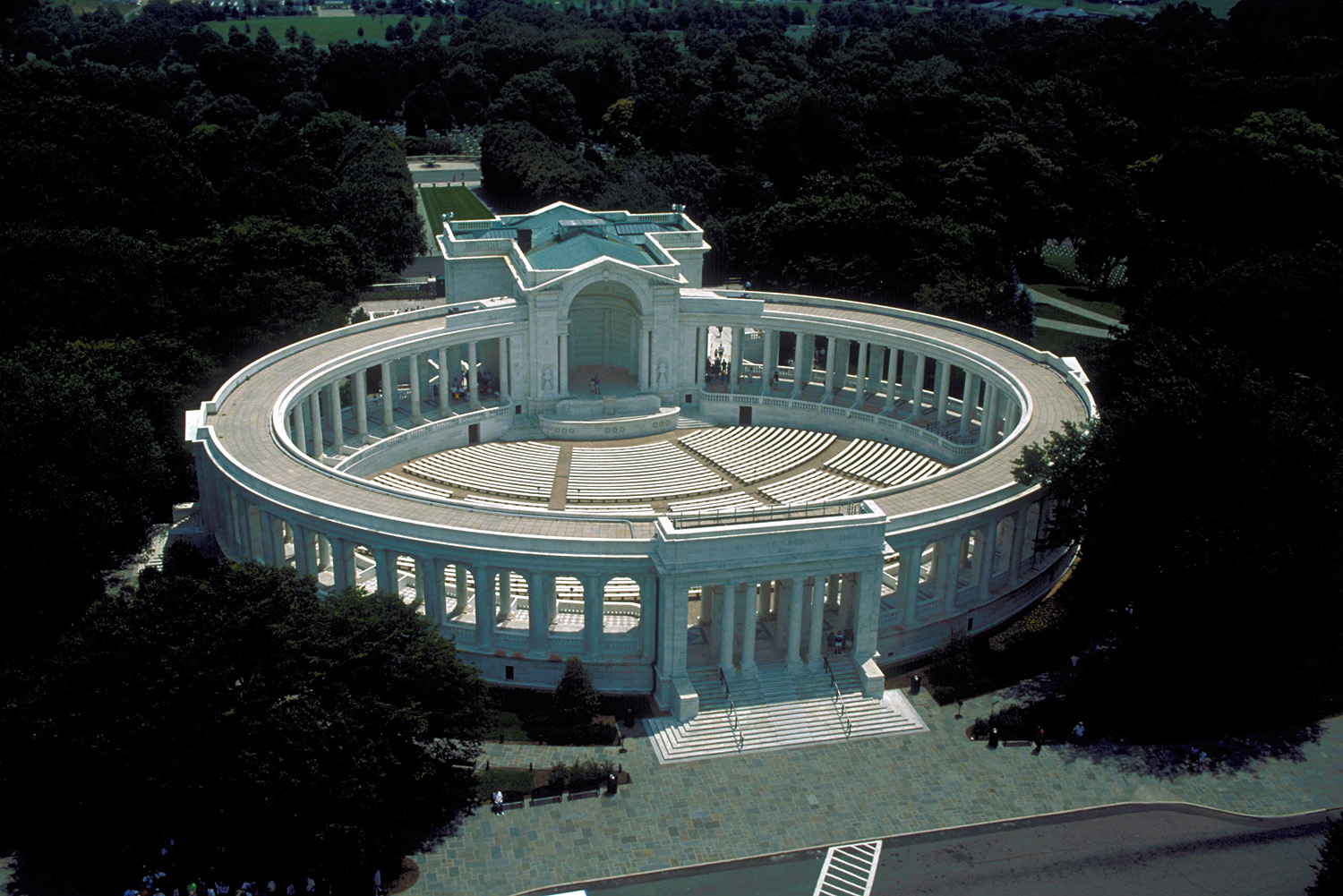
نمای هوایی آمفی تئاتر روباز آرلینگتون

آرامستان ملی آرلینگتون (به انگلیسی: Arlington National Cemetery) نام یک گورستان ملی و تاریخی در ایالات متحده آمریکاست. این گورستان در آرلینگتون، ویرجینیا قرار دارد.
بیش از ۲۹۰۰۰۰ نفر از مشاهیر و قهرمانان تمامی جنگ‌های آمریکا (همچون جان فاستر دالس، لی ماروین، جورج مارشال و ادمیرال پورتر جیمز ادوین وب) در این مکان دفن هستند.
این گورستان سالی چهار میلیون بازدیدکننده دارد. یادبود جان اف کندی با نام شعله جاودانی جان اف کندی نیز در این مکان قرار دارد.